# Vila Bohumila Hobzeka
Vila Bohumila Hobzeka je rodinný dům navržený v roce 1909 architektem Josefem Fantou pro profesora královéhradeckého dívčího gymnázia Bohumila Hobzeka. Vila stojí v Balbínově ulici v Hradci Králové.

## Historie
Na jaře roku 1909 oslovil profesor Bohumil Hobzek pražského architekta Josefa Fantu se zakázkou na návrh honosné rodinné vily. Působení pražských architektů v Hradci Králové bylo v předválečném a těsně poválečném období spíše výjimečné (kromě Fanty zde projektovali ještě například Bedřich Bendelmayer, Osvald Polívka, Pavel Janák, Otakar Novotný), Hobzek si zřejmě Fantu vybral kvůli jeho renomé a Fanta sám v tomto městě vytvořil pouze tuto jedinou stavbu. Stavbu realizovala v letech 1909–10 stavební firma Robert Schmidt, a to pod dozorem architekta Rudolfa Němce. O stavbě vedl zástupce stavební firmy Karel Kohout podrobný stavební deník – ten včetně kolekce fotografií z různých fází stavby ukazuje (stejně jako pečlivá volba architekta), že pro stavebníka Bohumila Hobzeka byla realizace stavby velmi důležitým životním rozhodnutím.

## Architektura
Dům má dvě nadzemní a jedno podzemní podlaží. Na první pohled zaujme vysoká stanová střecha a dva obloukové segmentové štíty směrované do uličních fasád. Vnitřní dispozice domu je tvořena dvojicí bytů stejného půdorysu, vzájemně spojených propojovacím schodištěm. V roce 1938 byla k domu přistavěna garáž.
V původním architektonickém návrhu Josefa Fanty byla řada dekorativních prvků (například figurální výzdoba průčelí), které byly nakonec zjednodušeny, nebo nebyly realizovány vůbec. Na průčelí jsou tak nakonec provedeny jen novobarokní elipsové štukové medailony a průběžné girlandy, z figurální výzdoby byl realizován pouze eliptický reliéf Madony s dítětem od pražského sochaře Čeňka Vosmíka, umístěný ve štítu do Orlického nábřeží.
Vila se v rodině původního majitele předává z generace na generaci a uchovala si tak původní ráz až do 21. století, a to dokonce včetně některých ornamentálních detailů, jako jsou například umělecké kovářské prvky na vstupní bráně nesoucí monogram BH původního stavebníka.

## Galerie

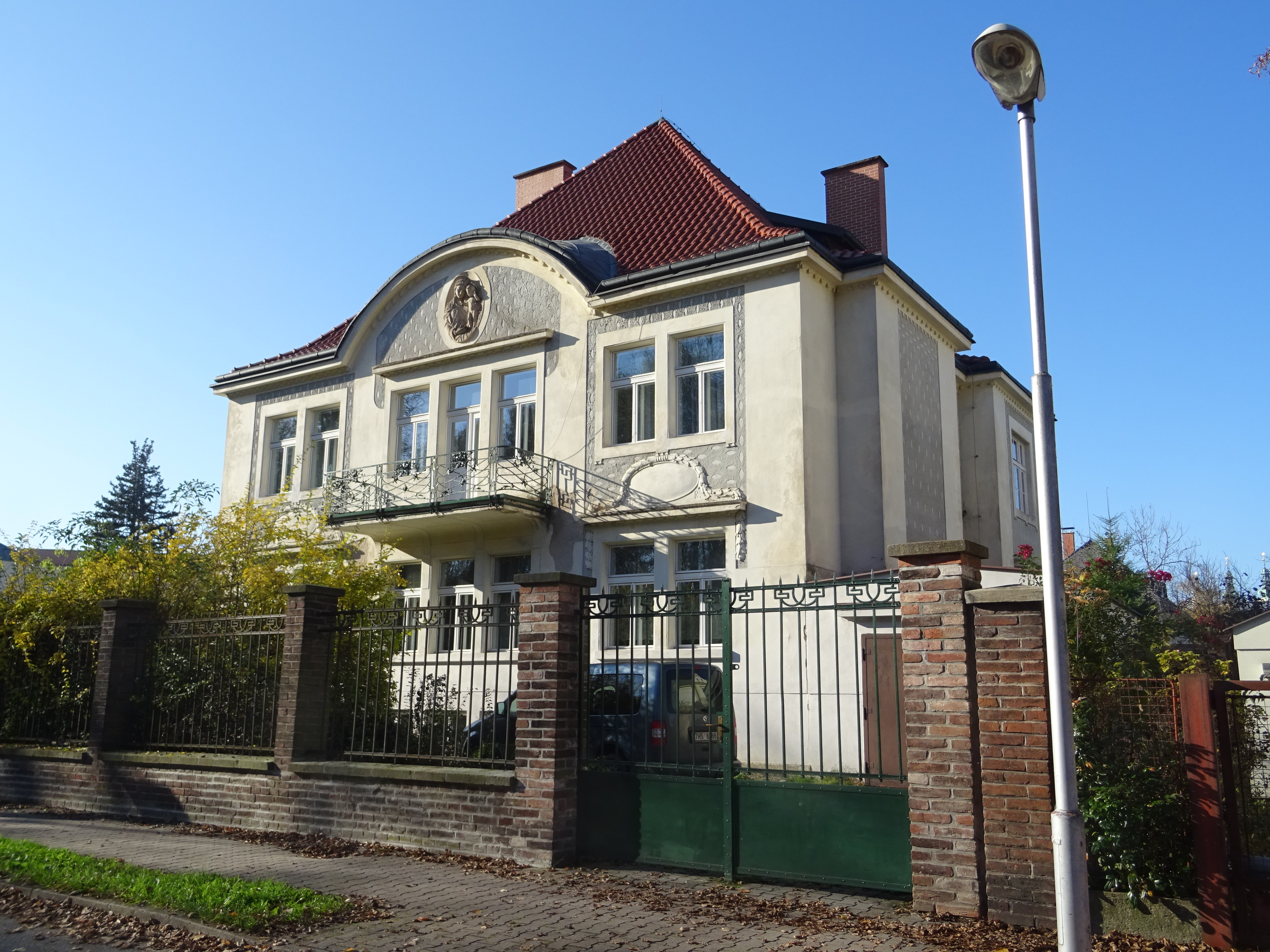
Pohled z Orlického nábřeží
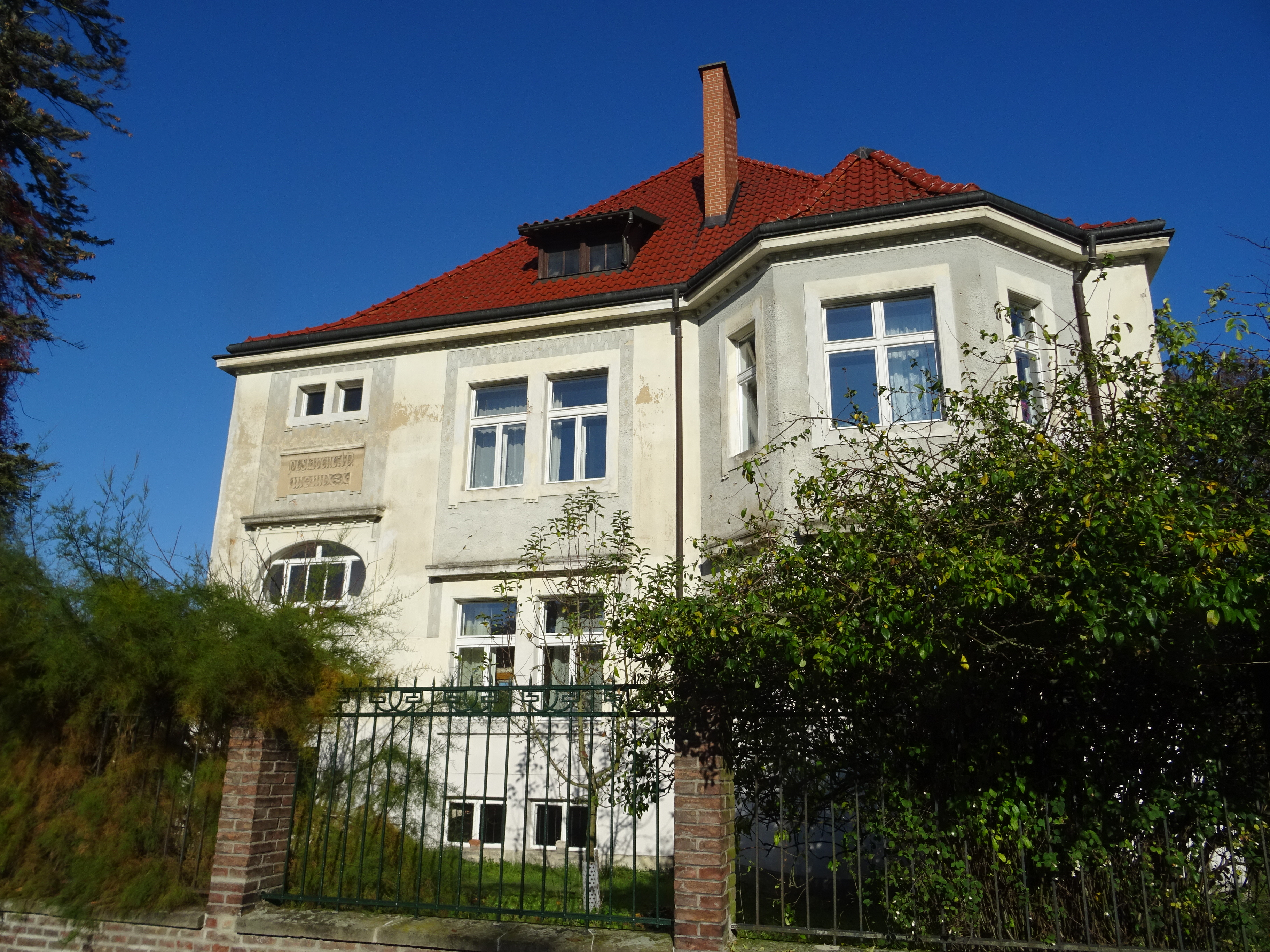
Pohled z Balbínovy ulice
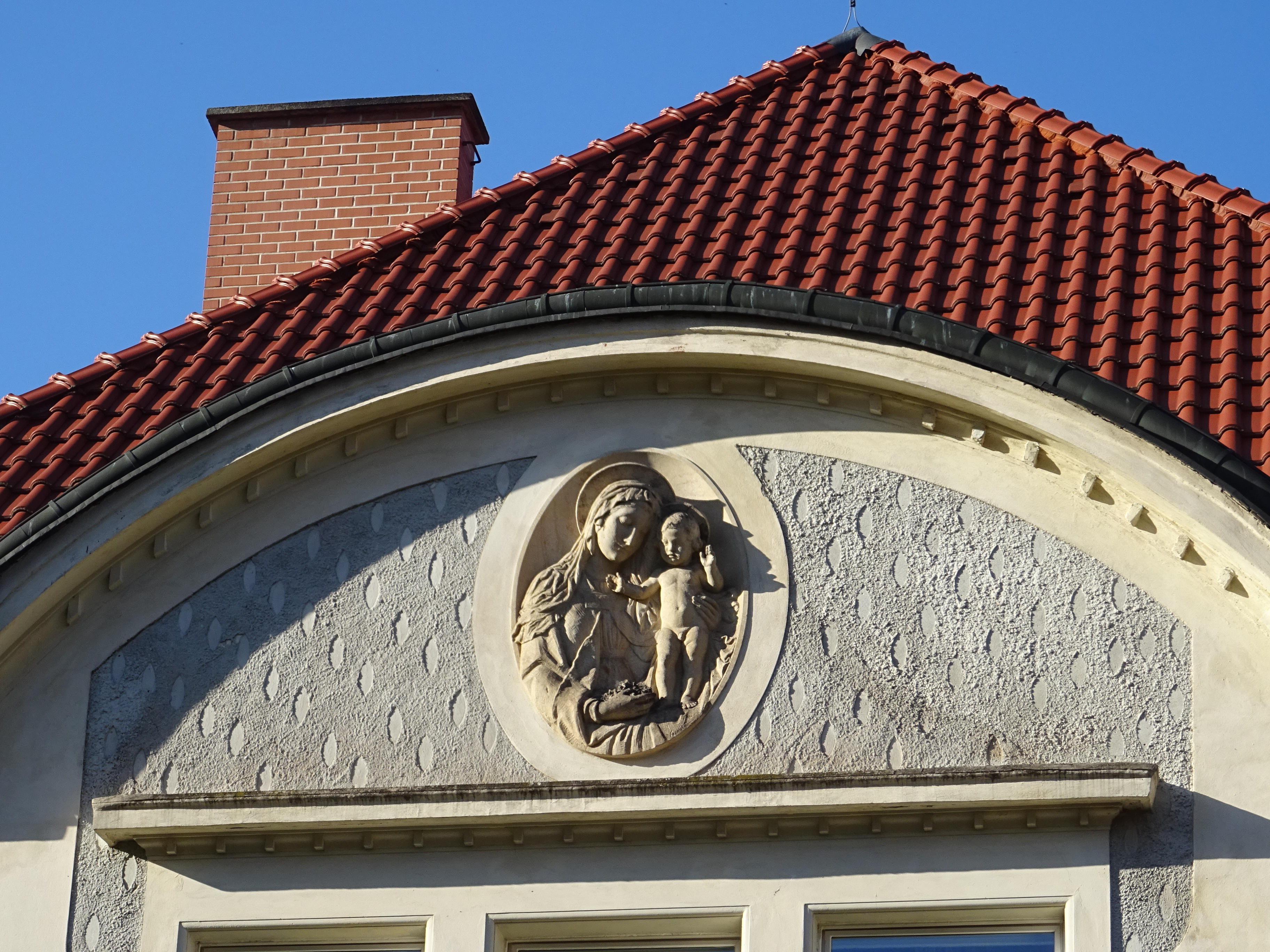
Detail medailonu s Madonou od Čeňka Vosmíka